# NGC 11
NGC 11是仙女座的一個漩渦星系。星等為13.7，赤經為8分42.3秒，赤緯為+37°26'53"，由法國天文學家愛德華·史提芬於1881年10月24日發表（儘管其手稿顯示，早於1867年已有初步的觀測結果）。按紅移值z = 0.014670(67)和哈勃常數約70 (km/s)/Mpc估算，此星系距地球205 Mly（63 Mpc），直徑約90000光年。